# Leonie Becks
Leonie Becks (* 1961) ist eine deutsche Kunsthistorikerin. 
Sie wurde 1990 mit einer Arbeit über Hans Scharoun im Fach Kunstgeschichte promoviert. Seit 2014 leitet sie die Schatzkammer des Kölner Domes. In dieser Funktion kuratierte Becks zahlreiche Ausstellungen.

## Veröffentlichungen (Auswahl)
- Hans Scharoun. Vision und Konkretisierung. Untersuchungen zu den Architekturphantasien im Frühwerk. Dissertation Westfälische Wilhelms-Universität, Münster 1990.
- Der Engelszyklus Edward von Steinles in den Arkaden des Hochchores im Dom zu Köln. In: Kölner Domblatt 61 (1996), S. 231–266.
- mit Rolf Lauer: Die Schatzkammer des Kölner Domes (= Meisterwerke des Kölner Doms. Band 6). Köln 2000.
- Verborgene Schätze. Meisterwerke gotischer Goldschmiedekunst aus Köln. Ausstellungskatalog Domschatzkammer. Köln 2010.
- Die Baldachine der Chorpfeilerfiguren und ihre Parallelen in der Goldschmiedekunst. In: Klaus Hardering (Hrsg.): Die Chorpfeilerfiguren des Kölner Domes. Festschrift Barbara Schock-Werner (= Kölner Domblatt. Band 77). Köln 2012, S. 168–191.
- mit Matthias Deml, Klaus Hardering (Hrsg.): Caspar, Melchior, Balthasar. 850 Jahre Verehrung der Heiligen Drei Könige im Kölner Dom. Ausstellungskatalog Hubertuskapelle und Domschatzkammer. Köln 2014.
- Ewald Mataré und der Kölner Dom. Ausstellungskatalog Domschatzkammer. Köln 2017.
- Joseph Beuys. Frühe Jahre 1947–1955. Ausstellungskatalog Domschatzkammer. Köln 2022.

| Personendaten    | Personendaten              |
| ---------------- | -------------------------- |
| NAME             | Becks, Leonie              |
| KURZBESCHREIBUNG | deutsche Kunsthistorikerin |
| GEBURTSDATUM     | 1961                       |